# كيب وينغر
كيب وينغر (بالإنجليزية: Kip Winger)‏ هو موسيقي وكاتب أغاني ومغني أمريكي، ولد في 21 يونيو 1961 في دنفر في الولايات المتحدة.

## وصلات خارجية
- الموقع الرسمي
- كيب وينغر على موقع IMDb (الإنجليزية)
- كيب وينغر على موقع ميوزك برينز (الإنجليزية)
- كيب وينغر على موقع إن إن دي بي (الإنجليزية)
- كيب وينغر على موقع أول ميوزيك (الإنجليزية)
- كيب وينغر على موقع ديسكوغز (الإنجليزية)